# کوسه‌لر (گوموش‌حاجی‌کوی)
کوسه‌لر (به ترکی استانبولی: Köseler) یک منطقهٔ مسکونی در ترکیه است که در گوموش‌حاجی‌کوی واقع شده‌است.